# Christian Oliver
Christian Oliver, właśc. Christian Klepser (ur. 3 marca 1972 w Celle, zm. 4 stycznia 2024 na Bequi na Karaibach) – niemiecki aktor, scenarzysta i producent telewizyjny i filmowy, model. Odtwórca roli Jana Richtera w niemieckim serialu RTL Kobra – oddział specjalny (Alarm für Cobra 11 – Die Autobahnpolizei, 2002–2004).

## Życiorys

### Wczesne lata
Urodził się w Celle. Wychowywał się we Frankfurcie nad Menem, gdzie uczęszczał do Freiherr-vom-Stein-Schule. Opanował język angielski i francuski. W wieku 16 lat spędził rok na wymianie studenckiej w Karolinie Północnej, co zapoczątkowało jego fascynację Stanami Zjednoczonymi. Planował studiować finanse lub reklamę.

### Kariera
Dorabiał jako model, zanim wziął udział w kursach aktorskich w Los Angeles. Występował w reklamie Coca-Coli i reklamował mleko z Tiffani Thiessen.
Na srebrnym ekranie debiutował w roli szwajcarskiego studenta Briana Kellera w sitcomie NBC Byle do dzwonka: Nowa klasa (Saved by the Bell: The New Class, 1994), a rok potem trafił na duży ekran w komedii familijnej Koleżanki (The Baby-Sitters Club, 1995) z Rachael Leigh Cook. We wrześniu 1995 w wywiadzie dla magazynu „People” został nazwany „Europrzystojniakiem idolem nastolatków”.
Pojawił się gościnnie w serialach: Sliders – Piąty wymiar (Sliders, 1995) i V.I.P. (1999) jako fotograf. Zagrał postać Daniela Hausa, który oprócz spędzania każdej nocy z inną dziewczyną, udziela lekcji gotowania zauroczonym nim słuchaczkom we własnym telewizyjnym programie Gotowanie na ekranie cieszącym się ogromną popularnością w niezależnym dramacie Przez żołądek do serca (Eat Your Heart Out, 2000).
W 2005 przeprowadził się do Los Angeles. Uznanie przyniosła mu kreacja Emila Brandta w dreszczowcu Stevena Soderbergha Dobry Niemiec (The Good German, 2006) u boku George’a Clooneya, Tobeya Maguire i Cate Blanchett, a także rola sierżanta Adamsa w dramacie historycznym Bryana Singera Walkiria (Valkyrie, 2008) z Tomem Cruise i postać antagonisty kierowcy wyścigowego Snake’a Oilera w sportowym filmie akcji Lany i Lilly Wachowskich Speed Racer (2008).
W 2004 został zaproszony przez Justusa Frantza i wziął udział w festiwalu muzycznym Finca Festival – „Frantz & Friends” w Monte Leone. W 2006 wystąpił na scenie Chicago Opera Theatre w operze Wolfganga Amadeusa Mozarta Uprowadzenie z seraju w roli Pedrillo, sługi Belmonta.

## Życie prywatne
W 2010 zawarł związek małżeński z Jessicą Mazur, z którą miał dwie córki – Annikę (ur. 2011) i Maditę (ur. 2013). 4 stycznia 2021 doszło do rozwodu.
Został współwłaścicielem firmy odzieżowej Enhale.

### Śmierć
4 stycznia 2024 zginął w wieku 51 lat wraz z córkami w wypadku samolotu Bellanca 17-30A Super Viking po tym, jak czteromiejscowy prywatny samolot, którym lecieli, rozbił się u wybrzeży Bequii, na Karaibach. Wszyscy na pokładzie, w tym amerykański pilot Robert Sachs, zginęli w wyniku uderzenia.

## Filmografia

### Filmy
- 1995: Koleżanki (The Baby-Sitters Club) jako Luca
- 1997: Dwie siostry (Two Sisters) jako Tim
- 1997: Przez żołądek do serca (Eat Your Heart Out) jako Daniel Haus
- 1999: Götterdämmerung – Morgen stirbt Berlin jako Kalle
- 1999: Romantic Fighter jako Dennis
- 2001: Kept jako Kyle
- 2001: Schlaf mit meinem Mann jako Benny
- 2001: Podpalacz (Ablaze) jako Tim Vester
- 2002: A Light in the Forest jako Gabriel Brown
- 2004: Frostbite jako Hans
- 2006: Dobry Niemiec (The Good German) jako Emil Brandt
- 2008: Speed Racer jako Snake Oiler
- 2009: Walkiria (Valkyrie) jako sierżant Adams
- 2009: Tribute (TV) jako Steve Chensky
- 2011: Trzej muszkieterowie (The Three Musketeers) jako Wenecki szlachcic
- 2014: Herkules odrodzony (Hercules Reborn) jako Arius
- 2014: Ninja Apocalypse jako Cage
- 2019: Zapłata (Rattlesnakes) jako Jed Ellis
- 2023: Indiana Jones i artefakt przeznaczenia  głos

### Seriale TV
- 1994: Byle do dzwonka: Nowa klasa (Saved by the Bell: The New Class) jako Brian Keller
- 1995: Sliders – Piąty wymiar (Sliders) jako Rick Montana
- 1999: V.I.P. jako Volker Helmstadt
- 2002–2004: Kobra – oddział specjalny (Alarm für Cobra 11 – Die Autobahnpolizei) jako Jan Richter
- 2012: SOKO Stuttgart jako Sven Marquardt
- 2013: Przekraczając granice (Crossing Lines) jako Sven Liebig
- 2015: Sense8 jako Steiner
- 2015: SOKO Stuttgart jako Gunnar Zenker
- 2016: Poza czasem jako Wernher von Brau
- 2017: SOKO Stuttgart jako Georg Sigl
- 2020: Abe jako agent Boothe
- 2020: Łowcy (Hunters) jako Wilhelm Zuchs